# ハインケルHe162
He 162 フォルクスイェーガー
He 162A-1 120067号機
(1945年撮影)
- 用途：戦闘機
- 分類：戦闘機
- 製造者：ハインケル・フルークツォイクヴェルケ社
- 運用者： ドイツ空軍
- 初飛行：1944年12月6日
- 生産数：約120機（工場出荷機のみ）
- 退役：1945年5月
- 運用状況：退役

He 162 フォルクスイェーガー（Heinkel He 162 Volksjäger ）は、ドイツのハインケル社が開発し、第二次世界大戦末期にドイツで運用された単発単座ジェット戦闘機。
愛称の「フォルクスイェーガー（Volksjäger）」は、ドイツ航空省（RLM）により同機に付けられた制式名称であり、ドイツ語で「国民戦闘機」を意味する。この名称は一般市民による製造と搭乗をも想定した戦闘機開発計画から同機が生まれたことにちなむ（同様の用語に国民突撃隊がある）。また、同機は開発計画の中では「ザラマンダー（Salamander、火トカゲ（サラマンダー）の意。航空趣味誌や航空機模型で愛称のように表記されている場合がある。）」のコードネームで呼ばれ、さらにハインケルからは「シュパッツ（Spatz、スズメの意）」とも呼ばれた。

## 概要
初期のジェット戦闘機の中では最も速く飛ぶことができ、戦局の悪化からアルミニウム不足をきたしたため、機体を合板で代用できる部分は代用したこと、外見的には単発ジェットエンジンを背負式に装着していることが主な特徴である。

## 開発経緯
1944年2月20日から25日にかけて、アメリカ陸軍航空軍の第8空軍を中心とする連合軍によってビッグウィークと呼ばれるドイツ本土への一連の爆撃作戦が敢行された。その頃より、アメリカ軍の爆撃機にP-51が随伴するようになった。これはドイツ空軍機の迎撃行動に大きな制約を与え、それまでは容易に爆撃機まで接近できていたものが護衛機によって阻止されるようになってしまった。ドイツの迎撃機は対爆撃機用に次第に重武装・重装甲になっていたのだが、それらが招いた重量増大が仇となり、アメリカ軍の軽快な護衛機の前では苦戦を強いられたのである。
数で勝るアメリカ軍はドイツ軍を次第に圧倒していき、1944年4月末にはドイツ空軍の戦闘機部隊は骨抜きの状態になってしまっていた。迎撃に上がれるドイツ軍機が著しく減ったため、アメリカ軍の戦闘機は容易にドイツの飛行場、鉄道を破壊し、トラック輸送を寸断していくことができた。そうしていよいよドイツの物流は滞り、軍用機の整備や燃料補給にも支障が生じ始めた。

この状況はドイツ空軍にとって致命的であり、制空権を再び奪い返すためのジェット戦闘機の大量生産計画が急遽立ち上げられることとなった。
この計画は二つ立案され、まず一つ目は戦闘機隊総監アドルフ・ガーランドによって主導された。彼は高度な技術の投入と大量生産を両立させることは不可能であると考え、既に量産が始まっていたジェット戦闘機Me 262の生産を重点的に推し進めるべきだという主張を行った。
そしてもう一つは、空軍総司令官ヘルマン・ゲーリングと軍需相アルベルト・シュペーアによって支持された軽戦闘機開発計画であった。
彼らはその計画を「フォルクスイェーガー」と名付け、即座に大量生産可能な単発ジェット戦闘機の供給計画であった。これにはガーランドや空軍の他の将校が反対した。
ゲーリングはシュペーアが即座に供給できるとする戦闘機を拒否することに驚いたが、ガーランドは旧型機や爆撃機からの戦闘機への転換さえ困難であったのに、中等練習機からの転換はおろか、グライダー訓練からの配備ではパイロットの損失のみを生む、として譲らなかった。結局、ゲーリングはアドルフ・ヒトラー総統の要請から強引に計画を推し進め、ガーランドの意見は排除された。
最終的に提示された航空省の公式の要求仕様では、ジェットエンジンBMW 003を搭載した単座戦闘機という形にまとめられた。この戦闘機には可能な限り木製部品を用い、熟練工以外の労働者でも組み立てられることが重要とされた。そして重量は2,000 kg以内、最高速度は海面高度で750 km/h、作戦可能な滞空時間は最低30分、離陸滑走距離は500 m以内、武装は20 mm口径のMG 151/20機関砲（100発）か30 mm口径のMK 108機関砲（50発）のいずれかを装備するという厳しい要求が並び、さらに操縦が容易であることが強く求められていた。しかもグライダー訓練しか行っていないようなパイロット候補生でも空戦（格闘戦）を行える程度の操縦性が望ましいとまでされていたのである。
この仕様は1944年9月10日に内示されたが、応募意志のあるメーカーはその10日以内に基本設計案を提出せよという慌しい期限付きで、1945年1月から本格生産を開始させるために厳しいスケジュールが組まれていた。

## 開発・試験

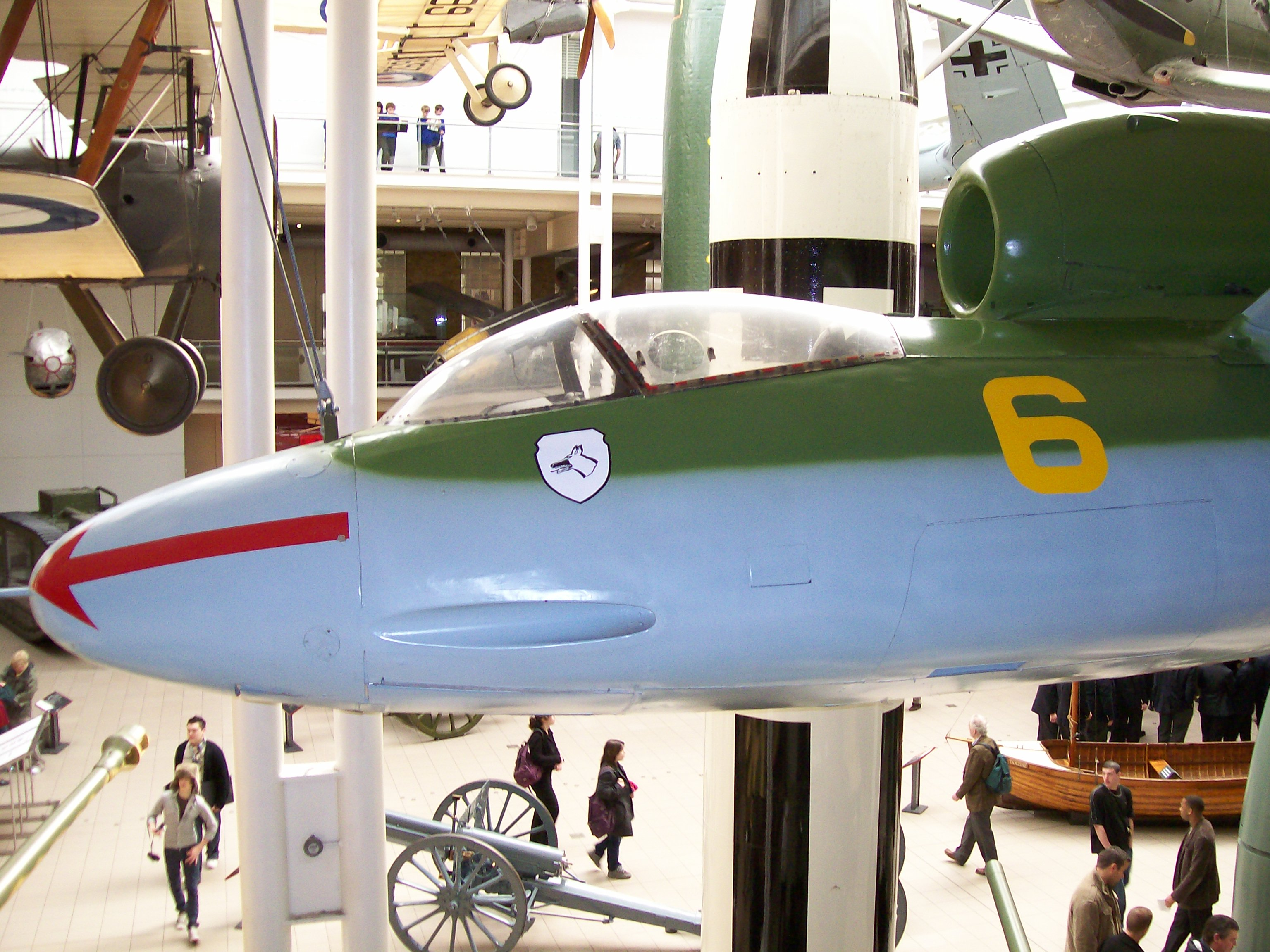
ロンドンの帝国戦争博物館に保存されているHe 162の流麗な機首部

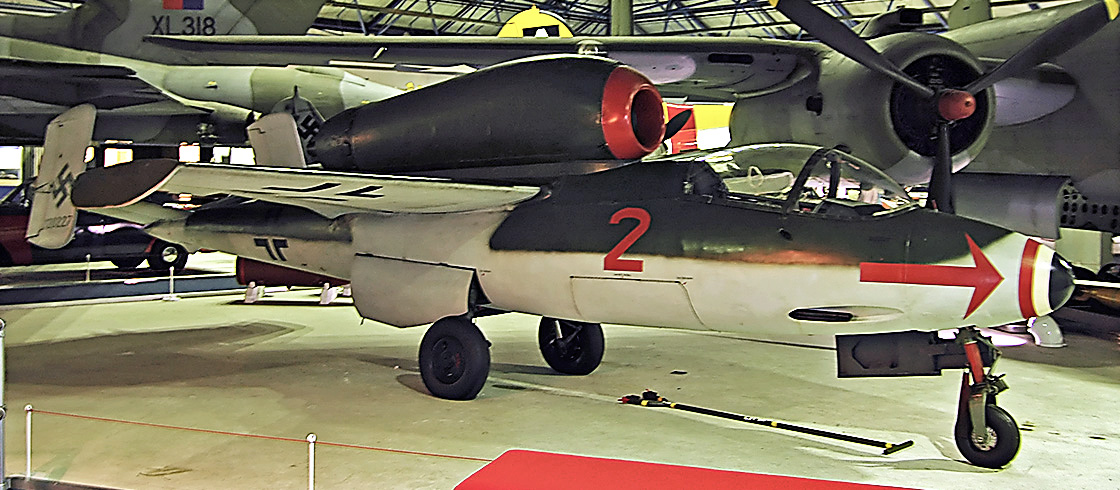
ロンドン郊外のイギリス空軍博物館に保存されているHe 162 A-2

設計案が採用されればそれを大量生産する権利を得られるため、当時のドイツ国内の航空機メーカーはこの開発計画に一様に興味を示した。そんな中で最終的に選ばれたのがハインケル社の提出した戦闘機案であった。同社では仕様が発表される前から既に社内プロジェクトP.1073として軽ジェット戦闘機の開発を進めており、基本設計は完了してテストモデルの製作や風洞実験も行われていたのである。他社の提出した案にはハインケルの案に比べて優れているところがあったものの、各種テストと課題解決が進展していたハインケル案には大きく分があり、設計案提出の3週間後にはそれが当然のごとく採用される運びとなった。連合軍の情報を撹乱する目的で、航空省はその設計に8-162という番号をつけた。これはメッサーシュミット社が以前に開発していたBf 162で使用された番号であり、本来ならばHe 500という型番（制式名称）になるところであった。
ハインケルの設計案は、小型で流線形の胴体にBMW 003が背負われるかたちで装着されているのが特徴で、垂直尾翼はジェットエンジンからの排気を避けるために2枚に分かれており、主翼は緩い上反角を持っていた。コックピットには射出座席を装備し、前輪式の降着装置を採用していた。機体製作は驚くべき速さで進められ、合板用の接着剤を作っていた工場が爆撃されたにもかかわらず、設計案が採択された9月25日から約2ヶ月後に当たる12月6日には試作機の初飛行が行われた。
12月6日、試作機He162 V-1の初飛行は特に致命的となる問題もなく行われたものの、840 km/hの高速度で飛行した時に接着剤が大気の断熱圧縮による熱で溶け出して前脚のカバーを固着させ、やむなく強行着陸するというトラブルがあった。また、ピッチ方向の安定性が悪い上に滑りが発生するという問題も出た。しかし時間的余裕がなかったため、優先度が低いと考えられたこれらの問題の解決は特に図られることがなかったのである。そしてナチスの幹部が見守る中で行われた12月10日の2回目の飛行ではこの急ぎすぎた対処が裏目に出てしまった。その飛行の際、接着剤の不良で今度はエルロンが固着後に剥離し、それが運悪く回復不能な下降機動と横転を招いたためにパイロットの脱出を許さないまま墜落してしまう。
翼の強度や接着剤に問題があることが調査の結果分かったが、やはりスケジュール的にそれらを改修する余裕がなく、結局それまでの設計と工法でテストが続けられることになった。そのような経緯もあって12月22日から行われた試作2号機のテストでは速度が500 km/hまでに制限された。テストを続ける内に1号機では見過ごされた安定性の問題が実は深刻であったことがわかり、ダッチロールに陥る傾向さえあったのである。ダッチロールについては上反角を緩くすることで対処可能であったが、数週間の内に生産に入るためには設計を見直している時間はなかった。結局、機首にバラストを仕込み重心を前方に移動させてピッチ方向の安定性を良くしたり、尾翼面積をわずかに増加させて全体的な安定性を高めたりするといった場当たり的な改修を行うことしかできなかったのであった。
1945年1月16日には、翼の強度を高めた2機の先行量産型が初飛行を行った。この派生型では主翼端に下向きのアルミニウム製小翼を取り付けて、ダッチロールを引き起こす上反角効果の相殺を狙った。この2機はHe 162 A-1と呼ばれる対爆撃機タイプで、30 mm口径のMK 108機関砲を2丁装備していたが、その反動が大きすぎて扱いが困難であった。そこで20 mm口径のMG 151/20機関砲を2丁装備したA-2が本格量産されることとなった。その一方で各部を再設計して強度増大を計ったA-3型の開発も同時に進められていた。
様々な小改修の結果、当初の2,000 kgという予定重量には収まりきれず、最終的に2,800 kgにもなってしまったが、それでも当時のジェット機としては高速度を誇り、海面高度で890 km/h、高度6,000 mでは905 km/hもの速度を記録した。

## 運用・実戦
1945年、ドイツ空軍はHe 162の実験部隊（Erprobungskommando 162）を設立し、そこに初めて本機が46機配備された。部隊はドイツ空軍の実験基地があったレヒリン（Rechilin）を本拠地としていた。
その後、2月にはそれまでFw 190を使用していたI./JG1（第1戦闘航空団所属、第1飛行隊）にHe 162が配備された。I./JG1はマリーエンエーエ（Marienehe）にあったハインケルの工場に近いパルヒム（Parchim）に移転し、3月には集中的な訓練を開始した。しかし既に連合軍がドイツ本国に侵攻し始めており、4月7日にはパルヒムの空港がB-17の爆撃を受けて施設に大きな被害が出た。その2日後、I./JG1はルートヴィヒスルスト (Ludwigslust) に移動し、さらにその一週間も経たない内にデンマーク国境に近いレック（Leck）へと移動した。一方、4月8日にII./JG1（第1戦闘航空団所属、第2飛行隊）はハインケルの工場があるマリーエンエーエへ移動し、Fw 190からHe 162への機種転換訓練を開始した。また、III./JG1（第1戦闘航空団所属、第3飛行隊）もHe 162への転換が予定されていたものの、4月24日に解散となり、他の部隊の補充要員となった。
He 162は4月中旬に記録上初めての空戦を経験している。4月19日に捕虜となったイギリス空軍パイロットの証言によると、彼の機体を撃墜したのはHe 162と同定されるジェット戦闘機であったという。ただし撃墜したパイロットは滑走路へのアプローチ中にホーカー テンペストによる奇襲を受けて死亡していた。I./JG1は未だに訓練途上にあったものの、この頃からいくつかの敵機撃墜を報告し始めている。しかし、この時点で既に13機のHe 162と10人のパイロットが失われており、その内10機はフレームアウト（エンジンの突発的な燃焼停止）などの機体の不良による損失で、撃墜されたものは2機であった。また、30分間しか飛行できなかったため、燃料切れによる緊急着陸で2人のJG1のパイロットが犠牲になっていた。
4月末、ソ連軍の侵攻によってII./JG1はマリーエンエーエからの撤退を余儀なくされ、5月2日にレックに駐屯していたI./JG1と合流した。5月3日、稼働可能なHe 162は戦闘隊用と機種転換用に再分配されたが、5月5日にはドイツの司令長官フォン・フリーデブルクがオランダ・ドイツの北西部・デンマークに駐留しているドイツ軍の武装解除に署名したため、JG1もそれに従った。5月6日、イギリス軍がレックの飛行場に到着し、JG1は彼らにHe 162を引渡した。その一部はアメリカ、イギリス、フランス、ソ連へと運ばれて評価試験を受けることとなった。一方、He 162の実験部隊はアドルフ・ガーランドに率いられたエリート部隊JV44へと統合されていたが、そちらの機体は機密保持のため鹵獲される前に破壊されていた。結局、5月8日にドイツが無条件降伏するまでの間に約120機のHe 162が配備された。また、200機以上が既に完成状態にあり、600機以上が生産ライン上にあった。
結局のところ、He 162には開発と生産を急ぎ過ぎたために未成熟な部分が多く、ジェット機という先進性はあったものの、「グライダー訓練しか行っていないようなパイロット候補生でも空戦を行える程度の操縦性」という本来の要求仕様を達成することはできなかった。当時のドイツ空軍では「第一級の戦闘機」と褒め讃えるパイロットがいる一方で、「安定が悪く、常に操縦桿での微調整が必要で、急な機動は不可能」と酷評する者もいたという。実際に操縦は複雑で繊細な気くばりが必要であり、戦後にイギリスのファーンボロー国際航空ショーでHe 162のデモンストレーションが行われた際、方向舵操作ミスに起因すると考えられる尾翼の分解、墜落が起きてパイロットが死亡したという事例もある。また当時のジェットエンジンの脆弱性を勘案すると、単発である本機は双発のMe 262に対しフォールトトレラント（あるいは冗長性）が全く考慮されていなかった。Me 262では双発のため片発停止の状態でも辛うじて帰還した例が少なくないが、本機であったならエンジンが停止すれば良くて不時着、悪ければ墜落である。本機がもう一歩早く大量生産されていれば連合軍は苦戦することになったかもしれないが、むしろそれが実現していたならば、ヒトラーユーゲントのような未熟なパイロットに相当数の事故による殉職者が出ていたであろう、という評価が根強い。
なお、大日本帝国陸軍も太平洋戦争（大東亜戦争）末期にHe 162のライセンス生産を計画していたが、戦局の悪化によってドイツ側と連絡が取れなかったため、計画は頓挫している。英語圏の文献では、これに「キ162」の計画番号が与えられていたとする説も紹介されている。

## バリエーション
- He 162 A-0 - 10機が生産された先行量産型。
- He 162 A-1 - 30 mm口径のMK 108機関砲（50発装填）を2丁装備した型。
- He 162 A-2 - 20 mm口径のMG 151/20機関砲（120発装填）を2丁装備した型。
- He 162 A-3 - 機体強度を上げて2丁のMK 108機関砲の反動に対処した型。計画のみ。
- He 162 A-8 - BMW 003より強力なJumo 004 D-4を搭載した型。計画のみ。
- He 162 A-10 - BMW 003の代わりに機体背部後方に2基のアルグス As 014パルスジェットエンジン（推力300 kg、V-1のエンジンと同じ物、2基で計600 kg）を並列に搭載した型。1945年3月末にバート・ガンダースハイムにて飛行に成功。しかしパルスジェットに起因する激しい振動問題を解決できずに計画中止。
- He 162 A-11 - 機体背部に1基のアルグス As 044パルスジェットエンジン（推力500 kg）を装備した型。計画のみ。
- He 162 B-1 - 1946年の生産開始を目指し、問題のある部分を再設計した型。エンジンはハインケル-ヒルト（Heinkel-Hirth）社のHes 011ターボジェットエンジンに換装、胴体・翼幅を延長して強度と燃料タンクスペースの増大を図り、主翼を適切な上反角に修正したうえで翼端の下向き翼を削り、2丁のMK 108を装備することを予定していた。またこの型の機体を使って2基のアルグス As 044パルスジェットエンジンを装備した派生型も検討されていた。
- He 162 C - B型を発展させ、主翼は後退翼、尾翼は新設計のV字尾翼とし、MK 108をシュレーゲムジーク（Schräge Musik：爆撃機を下方から射撃する為の「斜め銃」）として装備した型。計画のみ。
- He 162 D - C型の主翼を前進翼とした型。計画のみ。
- He 162 E - BMW 003 AにBMW 718液体燃料ロケットエンジンを補助ブースター（RATO）として装備した型（このブースター装備 のエンジンはBMW 003 Rと呼ばれる）。少なくとも1機の試作機が製作され、短期間ではあるが飛行試験を行っていた。
- He 162 S - 複座の訓練用グライダー。無動力の為、機体背部にエンジンが無い。

## 性能諸元
- 乗員：1名
- 全長：9.05 m
- 全幅：7.2 m
- 全高：2.6 m
- 翼面積：14.5 m2
- 空虚重量：1,660 kg
- 最大離陸重量：2,800 kg
- エンジン：BMW 003E-1 または E-2 （ターボジェットエンジン）
- 推力：7.85 kN × 1基
- 最高速度：905 km/h @ 6,000 m
- 航続距離：975 km
- 上昇限度：12,000 m
- 上昇率：1,405 m/min
- 武装：30 mmMK 108機関砲 ×2 または 20 mmMG 151/20機関砲×2

## 現存する機体
| 型名      | 番号                       | 機体写真 | 国名     | 所有者                                     | 公開状況 | 状態     | 備考 |  |
| --------- | -------------------------- | -------- | -------- | ------------------------------------------ | -------- | -------- | --- |  |
| He 162A-1 | WkNr.120235                |          | イギリス | ダックスフォード帝国戦争博物館             | 公開     | 静態展示 | かつてロンドンの帝国戦争博物館で展示されていた。                                                                |  |
| He 162A-2 | WkNr.120015                |          | フランス | ル・ブルジェ航空宇宙博物館                 | 公開     | 静態展示 | |  |
| He 162A-2 | WkNr.120076                |          | ドイツ   | ドイツ技術博物館                           | 公開     | 静態展示 | |  |
| He 162A-2 | WkNr.120077 FE-489 T-2-489 |          | アメリカ | プレーンズ・オブ・フェイム航空博物館       | 公開     | 静態展示 | |  |
| He 162A-2 | WkNr.120086                |          | カナダ   | カナダ航空宇宙博物館                       | 公開     | 静態展示 | |  |
| He 162A-2 | WkNr.120230 FE-504 T-2-504 |          | アメリカ | 国立航空宇宙博物館 ポール・E・ガーバー施設 | 公開     | 保管中   | ドイツ空軍のエースパイロット・ヘルベルト・イーレフェルトの乗機。尾翼部分はWkNr.120222のパーツが使用されている。 |  |
| He 162A-2 | WkNr.120227 VN679          |          | イギリス | イギリス空軍博物館ロンドン館               | 公開     | 静態展示 | |  |

## 登場作品
アニメ・漫画
『悪魔伝の七騎士』
戦場まんがシリーズの一編。主人公ホイールロック大尉以下、本機が部隊に装備されている。
『ストライクウィッチーズ』
OVA作品「Operation Victory Arrow　Vol.1」にて、ウルスラ・ハルトマンが開発した試作型簡易ジェットストライカーユニットとして登場。